# Cove, Argyll and Bute
Cove är en ort i Storbritannien.   Den ligger i kommunen Argyll and Bute och riksdelen Skottland, i den nordvästra delen av landet, 600 km nordväst om huvudstaden London. Cove ligger 27 meter över havet och antalet invånare är 1 414.
Terrängen runt Cove är huvudsakligen kuperad, men österut är den platt. Havet är nära Cove söderut. Runt Cove är det tätbefolkat, med 849 invånare per kvadratkilometer. Närmaste större samhälle är Greenock, 8,0 km sydost om Cove. 